# Гизе, Вильгельм (физик)
Вильгельм Гизе (нем. Wilhelm Giese; 27 мая 1847, Ко́льберг, Померания — 15 мая 1909, Шарлоттенбург, Берлин) — немецкий физик, полярный исследователь. Доктор наук.

## Биография
В 1868—1873 годах изучал математику и физику в университетах Цюриха и Берлина. С 1875 по 1877 год работал учителем в Иоахимстальской гимназии в Берлине. Затем, был ассистентом Германа фон Гельмгольца.
В 1880 году защитил диссертацию «О процессе образования осадка в лейденских бутылках при постоянной разности потенциалов осадка».
Занимался изучением проводимость газов и плазмы. Первым обнаружил, что электропроводность в горячих газах и пламени обусловлена движением ионов .
В 1882/1883 годах в рамках Первого Международного полярного года возглавлял немецкую экспедицию на Киргуа фьорд (Баффинова Земля).

## Избранные публикации
- Экспериментальный вклад в познание электропроводности пламенных газов . В: Анналы физики . Том 17, 1882 г., стр. 1-41 , 236—256 , 519—549 .
- Принципы единой теории проводимости электричества. В: Анналы физики . Том 37, 1889 г., стр. 576—609.